# Pterolophia hebridarum
Pterolophia hebridarum là một loài bọ cánh cứng trong họ Cerambycidae.